# 2025-ös Formula–1 katari nagydíj
A katari nagydíj a 2025-ös Formula–1 világbajnokság huszonharmadik futama, amelyet 2025. november 28. és november 30. között rendeznek meg mesterséges fényviszonyok között a Losail International Circuit versenypályáján Katarban.

## Választható keverékek
| Abroncs              | Friss | Használt |
| -------------------- | ----- | -------- |
| Kemény keverék (C1)  |       |          |
| Közepes keverék (C2) |       |          |
| Lágy keverék (C3)    |       |          |
| Átmeneti esőgumi (I) |       |          |
| Teljes esőgumi (W)   |       |          |

## Szabadedzés
A katari nagydíj szabadedzését november 28-án, pénteken délután tartják, magyar idő szerint 14:30-tól.

## Sprintidőmérő
A katari nagydíj sprintidőmérőjét november 28-án, pénteken este tartják, magyar idő szerint 18:30-tól.

## Sprintfutam
A katari nagydíj sprintfutamát november 29-én, szombat délután tartják, magyar idő szerint 15:00-tól.

## Időmérő edzés
A katari nagydíj időmérő edzését november 29-én, szombat este tartják, magyar idő szerint 19:00-tól.

## Futam
A katari nagydíj futamát november 30-án, vasárnap délután tartják, magyar idő szerint 17:00-tól.